# كيث تايلور (عالم سياسة)
كيث تايلور (بالإنجليزية: Keith Taylor)‏ هو عالم سياسة بريطاني، ولد في 25 مارس 1949، وتوفي في 3 يناير 2006 بسبب سرطان الكلية.